# گیرنده (نظریه اطلاعات)
گیرنده در نظریه اطلاعات پایانه دریافت از کانال‌های ارتباطی است. گیرنده پیام/اطلاعات کدگذاری شده از فرستنده را دریافت و کدبرداری می‌کند. گیرنده‌های دنیای واقعی مثل گیرنده‌های رادیویی یا تلفن نمی‌توانند کاملاً به ظرفیت کانال پیشنهاد شده توسط شانون دست یابند.

## منبع
- ویکی‌پدیای انگلیسی‌